# Waterloo
Pour les articles homonymes, voir Waterloo (homonymie).
Waterloo /watɛʁlo/ (en wallon Waterlô) est une commune belge francophone située à une vingtaine de kilomètres au sud de Bruxelles, dans la province du Brabant wallon.
Elle est célèbre pour avoir été le théâtre de la bataille de Waterloo, ultime phase des guerres napoléoniennes, qui vit la défaite de Napoléon Ier face aux troupes alliées du duc de Wellington et de Blücher. C'est également à Waterloo que Victor Hugo acheva le manuscrit de son roman Les Misérables. Sa renommée reçoit un nouveau coup de projecteur en 1974, lorsque le groupe ABBA remporte le Concours Eurovision de la chanson avec la chanson Waterloo.
Aujourd'hui, la commune est peuplée d'environ 30 000 habitants. Elle est particulièrement connue pour son dynamisme économique et commercial, mais aussi culturel. Située sur son territoire, la Chapelle musicale Reine Élisabeth forme des musiciens virtuoses et accueille chaque année les finalistes du Concours musical international Reine Élisabeth.
Le Lion de Waterloo, symbole repris sur le blason de la commune, se situe sur la commune voisine, Braine-l'Alleud. C'est en effet sur cette commune que se situe la majeure partie du champ de bataille.

## Toponymie
Le nom de la localité est attesté sous les formes Waterlots, Waterloes au XIIe siècle, Waterloes en 1221; Watrelos  en 1221.
Il s'agit d'une formation toponymique en ancien néerlandais. Le premier élément Water- représente l'ancien néerlandais water « eau » ou Watheri, anthroponyme germanique (glose peu sûre), suivi de lots, los « pente », d'où le sens global de « pente [près] de l'eau » ou de l'ancien néerlandais *lōh, *lō (non attestés), déduits du néerlandais lo, loo qui a le sens de « clairière, essart, pré dans une clairière », mais aussi spécifiquement « forêt clairsemée sur un sol sableux », suivi d'une désinence romane -s, inexistante ou disparue dans la prononciation populaire. D'où le sens possible de « clairière inondée » ou « clairière, essart appartenant à Watheri ».

## Géographie

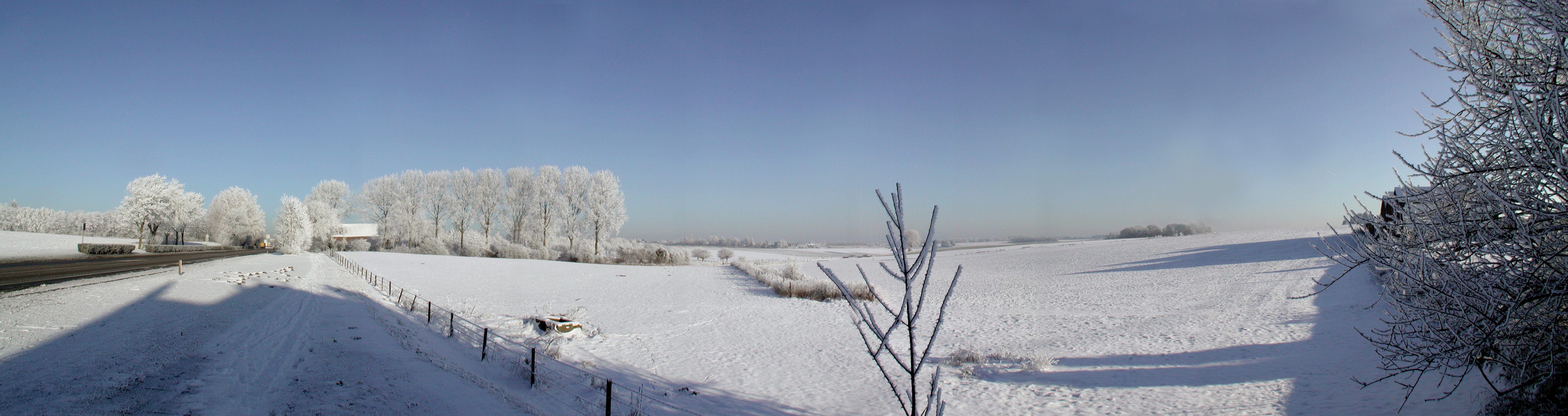
« Waterloo, morne plaine ».

Située à vingt kilomètres environ au sud de Bruxelles, cette commune à caractère résidentiel et commercial, bien que densément peuplée depuis la fin des années 1980, reste très verdoyante grâce à ses nombreux espaces verts dont quelques dizaines d'hectares de la forêt de Soignes (domaine d'Argenteuil), le poumon vert de la région bruxelloise.
Au centre de la localité, le quartier général du duc de Wellington qui fait face à l'église Saint-Joseph et à sa chapelle royale, abrite aujourd'hui le Musée Wellington qui retrace l'histoire de sa fameuse bataille du 18 juin 1815 qui a opposé Napoléon Ier à une coalition européenne conduite par l'Angleterre. Face au Musée Wellington, on peut également visiter un Musée d'histoire locale, situé à l'étage des bureaux de Waterloo Tourisme.

### Communes limitrophes
|                 | Rhode-Saint-Genèse      | La Hulpe |
| Braine-l'Alleud | Waterloo                | Lasne    |
|                 | Braine-l'Alleud - Lasne |          |

## Démographie
Un cinquième de la population enregistrée est non-belge. Il s'agit essentiellement d'expatriés travaillant à Bruxelles.
- Source : DGS - Remarque: 1831 jusqu'à 1981=recensement; depuis 1990=nombre d'habitants chaque 1er janvier[9]

## Histoire

### Bataille de Waterloo

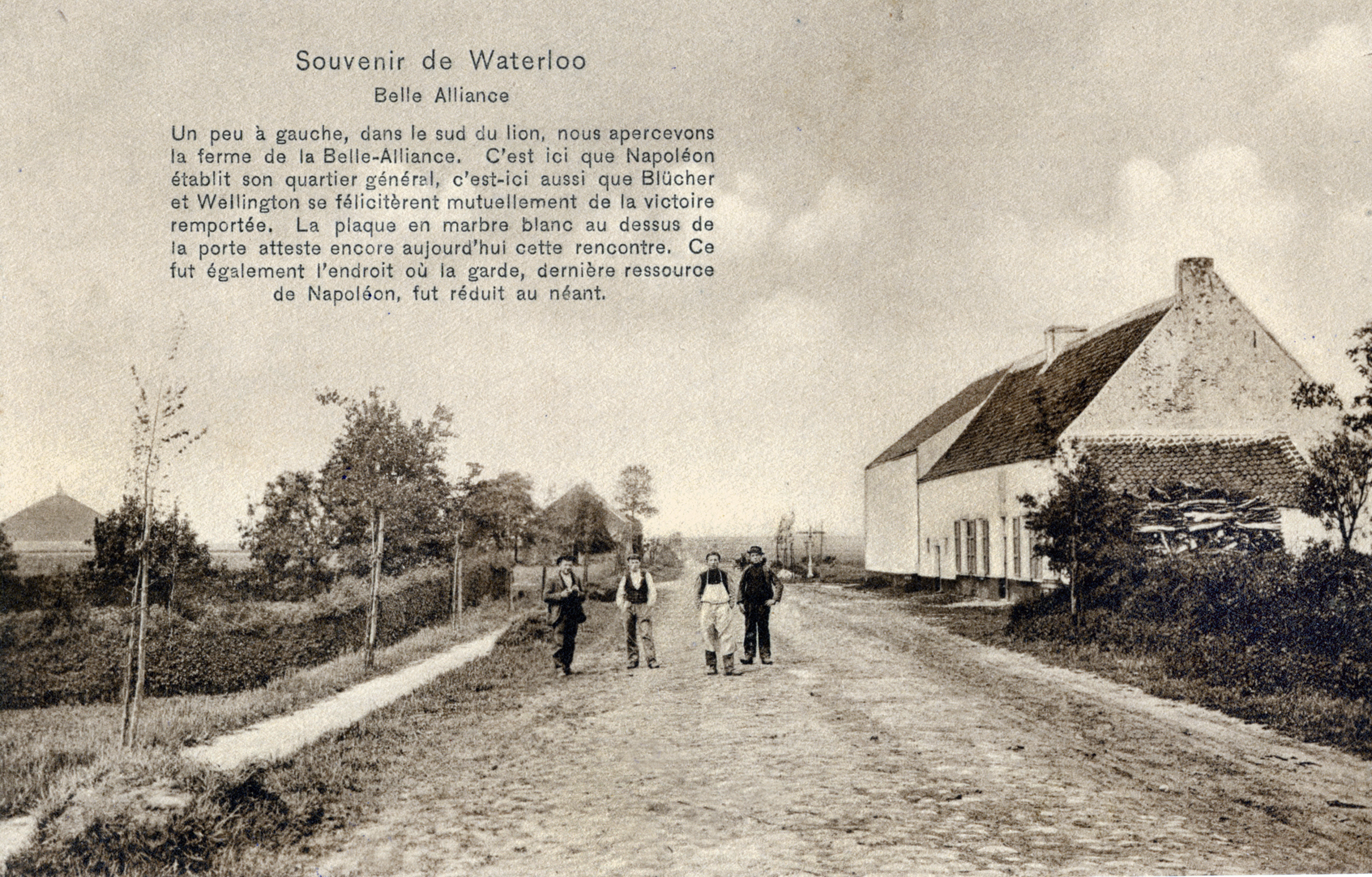
Belle-Alliance, lieu-dit marquant sur lequel s’est déroulée la bataille de Waterloo

La bataille de Waterloo a eu lieu le 18 juin 1815, non loin du lieu-dit Mont-Saint-Jean, à cheval sur cinq localités : Waterloo, Braine-l'Alleud, Genappe, Lasne et Plancenoit. C'est la "Morne plaine" selon l'expression célèbre de Victor Hugo. Aujourd'hui encore, le site protégé est entouré de champs de diverses cultures.
Le nom de la bataille est dû au duc de Wellington, qui avait installé son quartier général à Waterloo, d'où il rédigea son communiqué de victoire. Dans beaucoup de cultures, le mot "Waterloo" est ainsi devenu un symbole de victoire remportée sur un adversaire redoutable et redouté, au prestige exceptionnel. Plus de 124 lieux dans le monde ont ainsi adopté ce nom, apporté par d’anciens combattants de 1815. Depuis 1996, la "Waterloo Connection" lie toutes ses cités dans le but pacifique de développer échanges et contacts humains.
Sur le site de la bataille, qui s'étend à cinq kilomètres au sud du centre de Waterloo, on trouve le Mémorial 1815, le Panorama de la Bataille de Waterloo et la Butte du Lion. Il s'agit d'une butte artificielle haute de 40 mètres au sommet de laquelle trône un lion en fonte de 4,5 tonnes. Un escalier de 226 marches permet aux visiteurs d'accéder à une terrasse qui offre une vue panoramique de 360 degrés sur la campagne brabançonne. Ce monument imposant célèbre l'endroit où le prince d'Orange fut blessé et recouvre un ossuaire. Le pilier supportant le lion serait constitué, dit-on, des armes de la bataille que l'on aurait fondues. Non loin de là, la Ferme de Mont-Saint-Jean, connue pour avoir abrité l'Hôpital des Anglais durant la bataille, présente un musée intitulé "Le Revers de la Médaille". Il offre aux visiteurs l’occasion de s'intéresser, notamment, à la chirurgie et au traitement des blessés sur le champ de bataille.
Régulièrement, à la date anniversaire du 18 juin, une reconstitution en armes de la bataille est organisée sur le champ de bataille. En 2015, à l'occasion du Bicentenaire de la Bataille de Waterloo, près de 6000 figurants ont réalisé la plus grande reconstitution de bataille jamais réalisée en Europe.
Un peu plus au sud encore, le Dernier Quartier Général de Napoléon peut, quant à lui, être visité à Vieux-Genappe.

### 24 septembre 1830
Waterloo n'est pas restée inactive lors des Journées de septembre 1830 qui ont donné naissance à la Belgique.
Le 24 septembre 1830, le fermier Maurice-Louis Boucqueau rassemble un détachement de 22 volontaires. À leur tête, un ancien maréchal des logis, un certain Jean-François Pany. Jusqu'au 26 septembre, ils prennent part aux combats de Bruxelles, au parc Royal et à la montagne du Parc. Prenant la tête d'un détachement liégeois, Jean-François Pany va jusqu'à s'élancer sur les barricades, y plantant un drapeau aux couleurs brabançonnes, le jaune et le noir, sitôt brisé par la mitraille. Deux autres combattants, Jean-Martin Gillot et Eugène-Joseph Mathieu, sont tués et trois autres blessés. Mais durant ces journées chargées d'histoire, Waterloo aura aussi nourri et logé de nombreux volontaires gagnant Bruxelles, fournissant aussi voitures et chevaux pour le transport des hommes, de la poudre et des armes. Ce qui lui vaut, deux ans plus tard, la remise par le roi Léopold Ier, d'un drapeau d'honneur réservé aux 96 villes et villages ayant été les plus actifs et généreux durant la Révolution. Celui-ci est toujours bien visible dans les salles du musée de Waterloo. C'est une relique, deux tiers de ces drapeaux, présentant toujours les trois couleurs horizontalement, ayant disparu au fil des ans.

## Armoiries
|  | La commune de Waterloo possède des armoiries qui lui ont été octroyées le 3 mars 1914. Elles montrent le monument construit à côté de la commune en mémoire de la bataille de Waterloo, le 18 juin 1815 au cours de laquelle Napoléon Ier fut défait par le futur duc de Wellington et Blücher. Blasonnement : D'argent à une pyramide tronquée de sinople sommée d'un lion, posé sur un piédestal, la dextre appuyée sur un boulet, le tout de sable - Arrêté royal : 03/03/1914 Source du blasonnement : Heraldy of the World. |

En 2007, la ville adapte ce blasonnement en un drapeau, provoquant l'ire du bourgmestre de Braine-l'Alleud Vincent Scourneau. En effet, le Lion de Waterloo est un monument situé sur cette dernière commune ; la question sera évoquée devant le parlement de la Communauté française. Fadila Laanan, alors ministre de la Culture et de l’Audiovisuel, rappellera notamment que c'est à la suite d'une proposition datant de 1999 et émanant du Conseil d’héraldique et de vexillologie de la Communauté française de Belgique que la commune de Waterloo s'est dotée d'un tel drapeau, "inspiré comme il se doit des armoiries, et présentant un fond blanc à la pyramide tronquée verte sommée d’un lion passant, la dextre posée sur un boulet, le tout noir."

## Politique

### Résultats lors desélections communales de 2024

#### Conseil communal
| Parti | Parti                                   | Voix  | Voix | Sièges  | Sièges | Collège |
| Parti | Parti                                   | %     | +/-  | Sièges  | +/-    | Collège |
| ----- | --------------------------------------- | ----- | ---- | ------- | ------ | ------- |
|       | MR                                      | 59,49 | 6    | 19 / 31 | 5      | Oui     |
|       | Waterloo Ensemble (Ecolo - PS - LE-MVW) | 25,68 | Nv   | 8 / 31  | Nv     | Non     |
|       | Renouveau Communal                      | 14,83 | Nv   | 4 / 31  | Nv     | Non     |
| Total | Total                                   | 100   | 100  | 31      | 31     | 19      |

### Résultats des élections communales depuis 1976

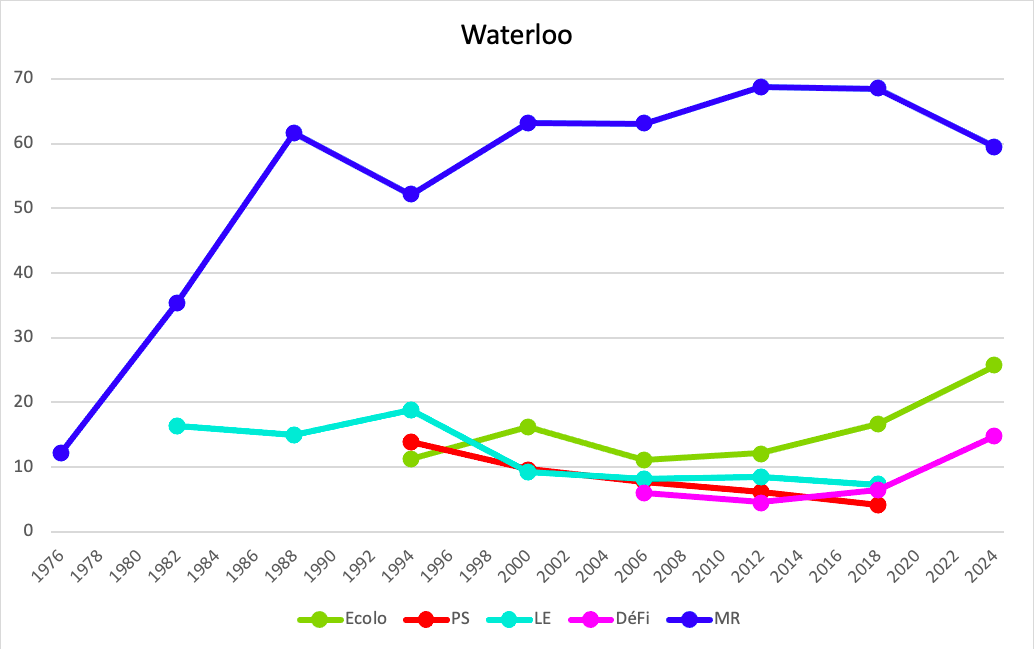
Evolution des résultats électoraux au conseil communal de Waterloo.

| Partis                     | Partis         | Partis                 | 1976  | 1976  | 1982  | 1982  | 1988  | 1988  | 1994  | 1994  | 2000  | 2000  | 2006  | 2006  | 2012  | 2012  | 2018  | 2018  | 2024  | 2024  |
| Votes / Sièges             | Votes / Sièges | Votes / Sièges         | %     | 27    | %     | 27    | %     | 27    | %     | 29    | %     | 29    | %     | 29    | %     | 29    | %     | 31    | %     | 31    |
| -------------------------- | -------------- | ---------------------- | ----- | ----- | ----- | ----- | ----- | ----- | ----- | ----- | ----- | ----- | ----- | ----- | ----- | ----- | ----- | ----- | ----- | ----- |
| Communistes                |                | PTB                    | 2,84  | 0     | -     |       | -     |       | -     |       | -     |       | -     |       | -     |       | -     |       | -     |       |
| Ecologistes                |                | Ecolo                  | -     |       | -     |       | -     |       | 11,2  | 3     | 16,19 | 4     | 11,16 | 3     | 12,13 | 3     | 16,65 | 5     | -     |       |
| Socialistes                |                | PS                     | -     |       | -     |       | -     |       | 13,94 | 4     | 9,64  | 2     | 7,77  | 1     | 6,1   | 1     | 4,11  | 0     | -     |       |
| Chrétiens-Démocrates       |                | MVW (PSC, cdH)         | -     |       | 16,34 | 4     | 15    | 4     | -     |       | -     |       | 8,17  | 2     | 8,48  | 2     | 7,25  | 1     | -     |       |
| Libéraux-Sociaux           |                | VIVANT                 | -     |       | -     |       | -     |       | -     |       | 1,71  | 0     | -     |       | -     |       | -     |       | -     |       |
| Fédéralistes Francophones  |                | DéFi (L&D, FDF)        | -     |       | -     |       | -     |       | -     |       | -     |       | 5,98  | 1     | 4,55  | 0     | 6,51  | 1     | 14,83 | 4     |
| Alliance MR-FDF            |                | PRL-FDF                | -     |       | -     |       | -     |       | -     |       | 63,17 | 21    | -     |       | -     |       | -     |       | -     |       |
| Libéraux                   |                | MR (PRL)               | 12,22 | 3     | 35,32 | 11    | 61,61 | 19    | 52,1  | 17    | -     |       | 63,06 | 22    | 68,75 | 23    | 68,48 | 24    | 59,49 | 19    |
| Populisme Libéral          |                | UDRT                   | -     |       | 10,86 | 2     | -     |       | -     |       | -     |       | -     |       | -     |       | -     |       | -     |       |
| Nationalistes Wallons      |                | RW                     | 13,22 | 3     | -     |       | -     |       | -     |       | -     |       | -     |       | -     |       | -     |       | -     |       |
| Extrême Droite Francophone |                | FN                     | -     |       | -     |       | -     |       | 3,51  | 0     | -     |       | 2,58  | 0     | -     |       | -     |       | -     |       |
|                            |                | Int.Com.               | 37,39 | 11    | -     |       | -     |       | -     |       | -     |       | -     |       | -     |       | -     |       | -     |       |
|                            |                | MAYEUR                 | 33,45 | 10    | -     |       | -     |       | -     |       | -     |       | -     |       | -     |       | -     |       | -     |       |
|                            |                | NW                     | -     |       | 8,21  | 1     | 4,61  | 0     | -     |       | -     |       | -     |       | -     |       | -     |       | -     |       |
|                            |                | RC                     | -     |       | 29,28 | 9     | 17,83 | 4     | -     |       | -     |       | -     |       | -     |       | -     |       | -     |       |
|                            |                | AC                     | -     |       | -     |       | -     |       | 18,8  | 5     | -     |       | -     |       | -     |       | -     |       | -     |       |
|                            |                | W.D.D.                 | -     |       | -     |       | -     |       | -     |       | 9,29  | 2     | 1,27  | 0     | -     |       | -     |       | -     |       |
|                            |                | Waterloo Ensemble      | -     |       | -     |       | -     |       | -     |       | 9,29  | 2     | 1,27  | 0     | -     |       | -     |       | 25,68 | 8     |
|                            |                | Renouveau Communal     | -     |       | -     |       | -     |       | -     |       | 9,29  | 2     | 1,27  | 0     | -     |       | -     |       | 14,83 | 4     |
|                            |                | Autres(*)              | 0,86  | 0     | -     |       | 0,95  | 0     | 0,46  | 0     | -     |       | -     |       | -     |       | -     |       | -     |       |
|                            |                | Total des votes        | 12633 | 12633 | 14795 | 14795 | 15685 | 15685 | 15865 | 15865 | 16580 | 16580 | 17601 | 17601 | 17260 | 17260 | 18024 | 18024 | 17755 | 17755 |
|                            |                | Participation %        |       |       |       |       | 91,7  | 91,7  | 90,28 | 90,28 | 89,24 | 89,24 | 90,89 | 90,89 | 86,64 | 86,64 | 87,03 | 87,03 | 84,83 | 84,83 |
|                            |                | Votes blancs ou nuls % |       |       | 5,18  | 5,18  | 4,44  | 4,44  | 4,13  | 4,13  | 4,16  | 4,16  | 2,59  | 2,59  | 3,05  | 3,05  | 3,57  | 3,57  | 5,02  | 5,02  |

 (*)1976: URB 1988: URD1994: PP 

### Collège communal
| Collège communal  |                                |    |
| ----------------- | ------------------------------ | -- |
| Bourgmestre       | Florence Reuter                | MR |
| 1er Échevine      | Aisling D'Hooghe               | MR |
| 2e Échevin        | Cédric Tumelaire               | MR |
| 3e Échevine       | Catherine Detry                | MR |
| 4e Échevin        | Brian Grillmaier               | MR |
| 5e Échevine       | Célinie Leman-Brabant          | MR |
| 6e Échevine       | Bernadette Delange-Raeymaekers | MR |
| Président du CPAS | Raphaël Szuma                  | MR |

### Jumelages
Waterloo est jumelé avec :
- Rambouillet (France)
- Nagakute (Japon)
- Waterloo (Québec)

Elle entretient également de nombreux liens d'amitié avec tous ses homonymes disséminés aux quatre coins du monde. En effet, on recense pas moins de 120 toponymes portant le nom de la commune brabançonne en mémoire de la fameuse bataille remportée par les Britanniques et les Prussiens. C'est donc tout naturellement dans les pays anglo-saxons que l'on rencontre la plupart des "Waterloo" qui sont aussi bien des lieux-dits, une gare ferroviaire, une station de métro comme à Londres, une place à Amsterdam un village du comté de Cork en Irlande, que des petites villes comme au Sierra Leone, en Australie et aux États-Unis, ou encore une grande ville universitaire comme en Ontario au Canada. Le seul Waterloo francophone hors de l’Europe se trouve au Québec.

## Patrimoine et culture

### Culture

#### Cinéma et littérature
- La chasse au nuage de Charles Dekeukeleire (1954), avec Paul Frankeur.
- Waterloo d'Edmond Bernhard (1957).
- La Déroute d'Ado Kyrou (1957).
- Waterloo de Serge Bondartchouk (1970).
- Babel / Lettre à mes amis restés en Belgique de Boris Lehman (1991).
- Waterloo, roman d'Erkcmann-Chatrian (1865).

#### Musique
- Waterloo, une chanson d'ABBA qui a remporté le concours Eurovision de la chanson 1974.

## Enseignement

### Enseignement officiel
L'athénée royal et trois écoles communales (École du Sagittaire, Chenois et Mont-St-Jean).

### Enseignement libre
Lycée et Centre scolaire de Berlaymont, Institut Cardinal Mercier, Institut des Sacrés-Cœurs (Le Clos, l'Envol), École mixte Saint-François d'Assise et École Sainte-Anne.

### Enseignement international
Scandinavian School, St-John's International School, Ecole Européenne de Bruxelles et Bogaerts Preschool.

### Enseignement spécialisé
Manoir d'Anjou.
Waterloo compte également deux écoles des devoirs : École des Devoirs I (Primaire) et École des Devoirs II (Secondaire) et plusieurs écoles de langues : The Berlitz Schools of Languages, Call International SPRL, Enseignement Provincial des Métiers, Promotion de l'emploi ASBL et Kids&Us.
L'enseignement musical et de dance : Académie de musique et arts de la parole (1re implantation et 2e implantation), École des arts et du spectacle, École du spectacle Caroline Maes, Studio arabesque, Mondiart Dance, Waterloo Danse, Danz Royal et l'École de Danse - Brigitte Kher.

## Sports et vie associative

### Sports

#### Principaux clubs
Hockey sur gazon : 
- Le Waterloo Ducks HC. Champion de Belgique en 2006, 2009, 2012, 2013, 2014 et 2015[16]. Vainqueur de l'Euro Hockey League en 2019.

Football : 
- Royal Racing Club de Waterloo.

Rugby à XV : 
- ASUB Waterloo.

Handball :
- Waterloo ASH.

Basket-ball :
- Royal Waterloo Basket. 

## Personnalités liées à la ville
- Marian Lens, universitaire spécialisée dans les questions du genre, y est née.
- Virginie Vertonghen, dessinatrice spécialisée dans les livres pour enfants, y vit[17].